# Eddie Eagan
Edward Patrick Francis "Eddie" Eagan (26. april 1897 i Denver, Colorado – 14. juni 1967 i Rye, New York) var en amerikansk sportsudøver. Han er den eneste sportsudøver, der har vundet en olympisk guldmedalje ved både Sommer-OL og ved Vinter-OL i forskellige sportsgrene. Svenskeren Gillis Grafström har også vundet guld ved Sommer og Vinter OL, men dette skete i den samme sportgren, nemlig kunstskøjteløb.
Eddie Eagan vandt olympisk guld i boksning i letsværvægt i Antwerpen i 1920, da han i bokseturneringens finale besejrede nordmanden Sverre Sørsdal. Han deltog også i bokseturneringen ved Sommer-OL 1924 uden dog at opnå medalje. Ved Vinter-OL 1932 i Lake Placid vandt han igen en olympisk guldmedalje, da han vandt bobslædekonkurrence i fire-bob sammen med Billy Fiske, Clifford Gray og Jay O'Brien.
Udover den olympiske guldmedalje i 1920 vandt Eagan de amerikanske boksemesterskaber AAU og blev endvidere den første amerikaner, der vandt det britiske mesterskab i boksning, da han under sit studieophold på Oxford University stillede op til de britiske mesterskaber.
Eddie Eagan læste på Yale University og på Harvard Law School, og blev siden advokat og formand for New York State Athletic Commission. Han gjorde tjeneste i hæren som oberst under anden verdenskrig. Han blev gift med den velhavende Colgate-arving Margaret Colgate.

## Eksterne links
- Eddie Eagans profil på Olympics.com (engelsk)
- Eddie Eagans profil på Olympic.org (arkiveret) (engelsk)
- Eddie Eagans profil på Sports-Reference OL-resultater (arkiveret) (engelsk)
- Eddie Eagans profil på Olympedia (engelsk)
- Eddie Eagans profesionelle rekordliste hos BoxRec (engelsk)
- Eddie Eagans profil hos NNDB (engelsk)
- Eddie Eagans profil hos Encyclopædia Britannica Online (engelsk)